# 欧陽鋒
欧陽鋒（おうよう ほう、簡体字: 欧阳锋、拼音: Ōuyáng Fēng）は、金庸の武俠小説『射鵰英雄伝』『神鵰剣俠』に登場する登場人物のひとり。「天下五絶」（五大武術家）のひとりで、「西毒」の異名を持つ最大の悪役。プレイステーションソフト、『射鵰英雄伝』では最終ボスとなっている。

## 性格
天下一の名に固執し、そのためにはいかなる手段も辞さない。そのために「九陰真経」を手に入れようと画策し、その持ち主の王重陽が死亡したと知ると全真教を襲撃し、また郭靖がモンゴルの将軍としてサマルカンドを攻めたとき、自身は一兵卒に身をやつし、そうと知らない郭靖の命令に従うことも辞さなかった。同時に悪逆な手段を平気で使うことから、江湖での評判は悪い。
しかし、身内への情に厚いところがあり、欧陽克に死の危険がせまったときなど、プライドを捨てて宿敵にあたる郭靖・黄蓉に懇願している。第二回の華山論剣で精神に異常をきたした後、楊過と義理の親子関係を結ぶと、楊過に対し無上の愛情を注いでいる。楊過が小龍女に弟子入りしたときなどは嫉妬も見せるほどであった。

## 生涯
西域の白駝山に住んでおり、毒の達人で蝦蟇功を得意とする。甥に欧陽克がいるが、実は兄嫁との間にできた不義の子。
『射鵰英雄伝』では、欧陽克と黄蓉との縁談のためにやってきたところが初登場。なお、この縁談は欧陽克に対する愛情から出た行為でもあったが、メインは黄薬師が持っている「九陰真経」を狙ってのこと。これが郭靖・洪七公によって破談に追い込まれたため、彼らを恨み始める。ことに洪七公とは第一回目の華山論剣のころから犬猿の仲であり、桃花島から帰る途上で洪七公と戦い、卑怯な手段を使って重傷を与えている。このときの負傷が元で、洪七公は危うく武功が使えない体にされるところであった。
その後も、金と協力しつつ、「武穆遺書」「九陰真経」をめぐって郭靖らと戦いを続けた。そうして、「九陰真経」を求めて執拗に黄蓉を追跡するが、偽の「九陰真経」を誤って習得してしまい、一応、天下第一の武を得ることには成功するが、華山論剣で発狂する。
『神鵰剣俠』で強引に楊過の義理の父となり蝦蟇功を伝授、そののち宿敵である洪七公と共に力尽きる。

## 武功
第一回の華山論剣までは剣術もそれなりに使ったようだが、王重陽の剣にはかなわないと感じたため、それ以降は杖法に力を入れるようになった。また、一灯大師の「一陽指」を苦手としており、作中で直接対決する描写はなかったが、欧陽鋒の蝦蟇功では相性的に一灯大師に勝つことはできないと言われており、自身も「一陽指」が苦手との発言をしている。これは、五行思想で、「"西"毒」である欧陽鋒の属性は「金」、「"南"帝」である一灯大師の属性は「火」であり、相克関係にあることからきていると思われる。なお、王重陽が死んだという誤情報を聞いて全真教を襲撃した際、王重陽の「一陽指」によって武功のすべてを失っている。
蝦蟇功（がまこう）
欧陽鋒の使う最大の武功。蝦蟇の動きを武術に取り入れており、『カンフーハッスル』でパロディに使われている。第二回の華山論剣で欧陽鋒は「偽・九陰真経」と蝦蟇功で黄薬師、洪七公を打ち破り、武林の頂点に立っている。反面、習得が非常に難しく、内功を失敗すると命にかかわるために実子欧陽克にすら伝授していない。ただ、楊過を義子にした時点では精神に異常をきたし、まともな判断力がなくなっていたため蝦蟇功を教授している。なお、蝦蟇功の初歩のみを習得した楊過も、少年期はとっさに出る蝦蟇功で李莫愁の攻撃を防いだりしている様子から、かなりの威力があるようである。
偽・九陰真経
九陰真経をもとに、郭靖が偽造したもの。微妙に内容を変えてあり、たとえば「天に向かって腕を伸ばす」という記述は「地に向かって足を伸ばし」というふうになっている。そうとは知らない欧陽鋒は、これを懸命に習得した。もともとがでたらめで、あまりに意味が取れない部分については黄蓉を誘拐し説明させたが、黄蓉があべこべの内容を教えたためにますますわけのわからないものになった。
邪道とはいえ「九陰真経」を修めているため、その威力はすさまじいものがある。具体的には、逆立ちして戦うため、対戦相手にとって対応が難しい。また、内功の流れを逆にしているため、点穴されると通常の方法では解除する事ができなくなる。ただ、欧陽鋒はこれを完全に習得するとともに、精神に異常をきたしてしまった。
経脈逆行
欧陽鋒の他には、楊過・小龍女が会得している。気息・気血を逆行させることで、毒を体外に排出させることが可能。また、穴道の位置が変わり、点穴の効かない体となる。
偽・九陰真経を元に編み出したのかどうかは不明。

## 演じた俳優
映画
- 林魯岳：『射鵰英雄伝』 1958年
- 王龍威：『射鵰英雄伝』 1977年
- トニー・レオン：『大英雄』（原題：射鵰英雄伝之東成西就） 1993年・・・『楽園の瑕』の撮影が遅れ公開日に公開する目途が立たなかったため、急遽撮影されたコメディ映画。
- レスリー・チャン：『楽園の瑕』（原題：東邪西毒） 1994年・・・若き日の欧陽鋒と黄薬師を主役にした外伝的作品。

テレビドラマ
『射鵰英雄伝』
- 楊澤霖：『射鵰英雄伝』 佳芸電視 香港 1976年
- 楊澤霖：『射鵰英雄伝』 無綫電視（TVB） 香港 1983年
- 羅楽林：『射鵰英雄伝之九陰真経』 TVB 香港 1994年
- ヨウ・ヨン：『射鵰英雄伝』 中央電視台（CCTV） 中国 2003年
- 徐錦江：『射鵰英雄伝』 香港 2008年
- ヘイズ：『射鵰英雄伝 レジェンド・オブ・ヒーロー』 中国 2017年

『神鵰剣俠』
- 楊澤霖：『神鵰俠侶』 佳芸電視 香港 1976年
- 楊澤霖：『神鵰俠侶』 無綫電視（TVB） 香港 1984年
- 李志堅：『神鵰俠侶』 台湾中視（CTV） 1984年
- 朱鉄和：『神鵰俠侶』 TVB 香港 1995年
- 劉謙益：『神鵰俠侶』 メディアコープ シンガポール 1998年
- 李立群：『神鵰俠侶』 台湾テレビ（TTV） 台湾 1998年
- 翟乃社：『神鵰侠侶』  中央電視台（CCTV） 中国 2006年

アニメ
- 張炳強（日本語吹替え：小村哲生）：『神鵰侠侶 コンドルヒーロー』 2003年